# 말레이시아의 교육
말레이시아의 교육(말레이어: Pendidikan di Malaysia)은 교육부(Kementerian Pendidikan)에 의해 감독된다. 원래 교육에 관한 업무는 연방 정부가 맡지만, 각 주(또는 각 연방 직할시)에 교수부가 있어 그 지역들의 교육 문제를 조직화한다. 주요 자치 교육 제정법은 1996년 교육법이다.
교육 체계는 유아 교육, 초등 교육, 중등 하급 교육, 중등 상급 교육, 대학 예비 교육으로 나뉜다. 교육은 공립 학교(모든 말레이시아 학생들에게 무상교육이 적용됨), 사립 학교, 또는 홈스쿨링으로도 받을 수 있다. 초등 교육은 모든 말레이시아 학생들에게 의무이다. 대한민국, 일본, 싱가포르처럼 표준 시험이 일반화돼 있다. 대학교의 경우, 현재 37개의 사립 대학교, 20개의 사립 (전문) 대학교, 7개의 외국 대학 분교, 414개의 사립대학교가 존재한다.

## 역사

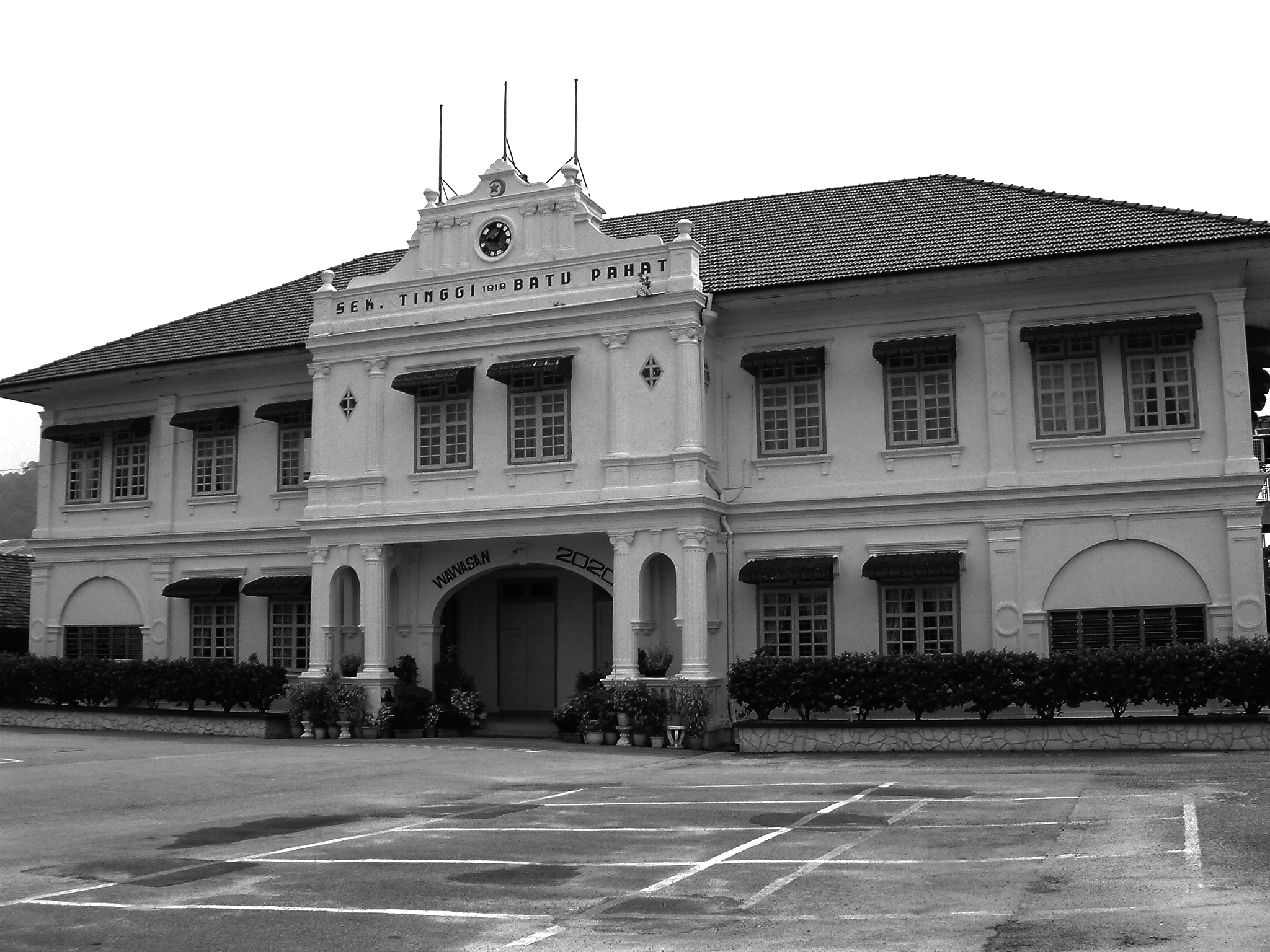
조호르의 바투파핫상급학교

초창기 말레이시아의 학교들은 오두막 학교(Sekolah Pondok), 마드라사, 이슬람 학교 위주였다. 히카얏 압둘라(Hikayat Abdullah)와 같은 초창기 말레이 문학에서는 이러한 학교들이 현대의 세속주의적 교육보다 먼저 생겼다고 언급했다.
말레이시아의 세속학교들은 주로 영국 식민정부의 혁신에 의한 것이었다. 초창기 말레이시아의 많은 학교들이 피낭, 말라카, 싱가포르 등 해협 식민지에 세워졌다. 말라야 지역 최초의 영어 학교는 말라카상급학교 및 클랑앵글로차이니스학교의 뒤를 이어 1816년에 개교한 피낭자유학교였다. 영어 학교들은 대개 당대 일류 학교로 여겨졌다.
영국의 역사학자 리처드 O. 윈스테트(Richard O. Winstedt)는 말레이어 교육의 개선을 위해 일했으며 말레이어 교사들을 양성하기 위해 술탄이드리스교육대학교를 창립한 것을 매우 중요시 여겼다. 리처드 제임스 윌킨슨(Richard James Wilkinson)은 1905년 말레이인 상류층들을 교육시키려 한 쿠알라캉사르말레이대학교의 창립을 도왔다.
처음에 영국 식민정부는 말레이어를 사용하는 그 어떠한 중학교도 제공하지 않았으며, 대신에 초등학교 때 말레이어로 교육받은 학생들이 영어로 교육을 받도록 했다. 때문에 많은 말레이인들이 추가 교육을 따라잡는 데 실패했다. 이러한 정책에 대한 불만들이 쏟아져 나왔지만, 식민정부의 교육국장은 다음과 같이 말했다.
"새로운 공동체 제공을 위해 정부가 고려한 정책과는 대조될 수 있지만, 좀 더 맞는 생계를 꾸리려는 사람들과 농상업의 독립을 추구하는 집단들의 지지를 얻어냄으로써 이러한 문제들을 해결하기 위해서는 영어를 배울 수 있는 시설의 수를 늘려야 한다."
싱가포르 의회처럼 연방의회 내 말레이인 대표들은 말레이인들을 "말라야의 빵 버는 언어"를 배우는 데 제외시킨 데 반발하며 "말레이인 아이가 훗날 취직하지 못하도록 훈련시키는 정책"이라고 맹렬히 비난했다. 이에 대해 교육국장은 다시 이렇게 말했다.
"쓸만한 단어 몇 개로 말하자면, 말레이인들은 '너는 맨 밑에 있어야 된다고 배웠으니 너는 꼭 맨 밑에 있어야 해!'라는 소리를 들을 것이다. 왜? 내가 묻겠다. 지역 토착 학교가 없는 상태에서 이러한 끝을 이루려 한다면 그것은 심한 돈 낭비니깐. 그리고 뭔 특별한 노력도 없으면서, 그 말레이인 아이가 스스로 제 솜씨를 보여줄 수 있을 것 같냐?"
영국은 이러한 문제를 해결하기 위해 쿠알라캉사르말레이대학교를 설립했다. 그러나, 이는 신분이 낮은 시민 상인들을 교육시키고 말레이인들의 거래를 위해 문을 열어놓지 않겠다는 의도로 받아들여졌으며, 실제로 이 학교는 학생들이 상급학교에서 교육을 받도록 하려는 그 어떠한 조치조차 취하지 않았다.
로마 가톨릭의 요셉회 같은 기독교 선교사들과 라살리아회, 마리스트회, 제7일 안식일 재림파, 성공회와 같은 감리교도들은 영어로 초등 교육과 중등 교육을 제공하는 전도 학교를 건설하기 위한 작업을 시작했다. 이들은 대개 단성교육 학교들이었다. 오늘날 그들이 말레이계 준공립학교로 동화시키고 대부분의 인정된 학생들이 성별과 배경에 개의치 않아 하지만(여전히 단성교육 학교들이 있다), 많은 학교들이 여전히 "가톨릭(Catholic)", "수녀회(Convent)", "재림절(Advent)", "감리교(Methodist)" 등과 같은 옛 이름을 고집하고 있는 실정이다.
영국 식민지 시절 많은 중국인들과 인도인들이 말라야로 이주했다. 궁극적으로 그들은 자신들 만의 고유 학교들을 설립했으며, 물론 자신들의 사회를 존중하는 차원에서 그들만의 교육방식을 택하고 그들 민족의 선생들을 고용했다.
1990년대 교육 시스템의 발전을 위한 4개의 초안 - 바르네스안(말레이인들이 선호), 오디넌스안(바르네스안의 개선안), 펀우안(중국인 및 인도인들이 선호), 라작안(두 안의 절충안) - 이 있었다. 바르네스안은 중국인 시위 때인 1952년에 제정된 교육령에서 이미 시행되었다. 1956년 말라야 정부는 말라야의 독립을 위한 교육 체계 확립을 위해 라작안을 택했다. 라작안은 공립학교 시스템으로 불렸으며, 중간구조에 개의치 않고 초등교육은 말레이어 중심 학교, 영어 중심 학교, 중국어 중심 학교, 타밀어 중심 학교로 나뉘며, 국가 교복 및 특별활동을 시행하도록 했다. 말레이어 중심 학교는 "공립"으로 알려졌지만, 그렇지 않은 학교들은 "공립특성"으로 알려졌다.
독립 초기 존재했던 중국계 학교, 타밀계 학교, 전도 학교들이 정부의 재정 지원을 받을 수 있게 되었으며, 특별활동제를 택한 중간구조를 유지할 수 있게 되었다. 중국계 중학교들은 첫 번째, 정부의 재정 지원을 받고 영어 중심의 공립특성학교로 바꿀 것이냐, 또는 두 번째, 기존의 중국계 성향을 유지하고 정부의 재정 지원 없이 사립으로 운영할 것인가, 이 두 가지 선택을 제안받았다. 대부분은 첫 번째 선택을 택했으나, 일부는 이를 거부하고 중국인 자율형 사립 중고학교 시스템을 택했다. 그러나 첫번 째 선택을 택한 학인들의 일부가 다시 중국인 자율형 사립 중고등학교 분교를 재설립했다.
1970년대에는 공용어 정책에 따라, 정부는 영어 중심의 공립특성 초등학교 및 중학교를 말레이어 중심의 공립 학교로 전환하는 정책을 추진했다. 이에 따라 사용 언어의 변경은 초등학교 1학년부터 2학년, 3학년 이런 식으로 서서히 변경하기 시작했다. 이 변경 정책은 1982년에 완료되었다.
1996년 1956년 교육령 및 1961년 교육법을 개정해 1996년 교육법이 제정되었다.
2003년 마하티르 빈 모하마드 총리는 퇴임하기 전 교육의 개선을 위해 공립 학교에서 수학과 과학 계열의 과목들을 영어로 바꾸는 정책을 추진했다. 이에 따라 말레이어로 수업하던 두 과목과 그 계열의 과목들이 차츰 영어로 바뀌기 시작했으나, 개선은 제대로 이루어지지 않았다. 이 결과 학부모들의 반발이 이어졌으며, 2009년 부총리 겸 교육부 장관으로 임명된 무히딘 야신은 이를 폐지했다. 따라서 현재는 말레이어와 영어 둘 중에 하나를 선택할 수 있으나, 공립 학교들은 대개 말레이어로 수업하며, 사립 학교들은 대개 영어로 수업한다.
2004년 교육부가 기존의 교육부와 고등교육부로 분리되었다. 이리하여 대학 입시 과정 문제를 다룰 수 있게 되었으나, 2013년 다시 기존의 교육부로 합병되었다.

## 학년제
말레이시아는 공립고등학교가 없으며, 대신에 중학교가 5학년까지 있다. 초등 교육과 중등 교육을 포함하면 총 11학년이다. 원칙적으로 모든 학교가 이 규정을 따라야 하나, 학교에 따라 12학년이 있는 학교도 있고 없는 학교도 있다. 12학년 교육을 학교가 아닌 사립 (전문) 대학교의 파운데이션(Foundation) 과정으로 거칠 수 있는데, 이는 원래 12학년이 1월에 학기가 시작하는 데 반해 사립 대학교 기준에 따라 5월에 시작하여 장시간의 공백이 발생하곤 한다(원칙적으로 학기의 시작은 1월이나, 공백을 고려하면 사실상 5월에 시작함). 때문에 일부 학생들은 11학년 때 본 정식 SPM 성적이 아닌, 그 전에 본 모의고사 성적 등으로 가입학을 하여 1월부터 시작하기도 한다. 물론 불법이다.
말레이시아가 2학기제냐 4학기제냐 논란이 많은데, 실질적으로는 4학기제이다. 대개 중간/기말고사가 끝나면 방학이 있는데 한 해에 총 네 번 있다. 하지만 방학 기간이 2주 이상인 여름방학/겨울방학과는 달리 봄방학/가을방학은 단지 1주일이라, 실질적인 방학으로 간주하지 않는 경우도 많다. 그러나 엄밀히 말하자면, 이것도 방학이다. 따라서 말레이시아는 4학기제이다. 1학기는 1월부터 3월까지, 2학기는 3월/4월부터 5월까지, 3학기는 6월부터 9월까지, 4학기는 9월부터 11월까지이다.
| 학년                            | 일반적 연령 |
| ------------------------------- | ----------- |
| 유아 교육                       |             |
| 어린이집/놀이학교               | 2–4         |
| 유치원                          | 4–7         |
| 초등학교                        |             |
| 1학년                           | 7-8         |
| 2학년                           | 8-9         |
| 3학년                           | 9-10        |
| 4학년                           | 10-11       |
| 5학년                           | 11-12       |
| 6학년                           | 12-13       |
| 중학교                          |             |
| 1학년                           | 13-14       |
| 2학년                           | 14-15       |
| 3학년                           | 15-16       |
| 4학년                           | 16-17       |
| 5학년 (SPM)                     | 17-18       |
| 고등학교 / 파운데이션 / A-Level |             |
| 6학년                           | 18-19.5     |
| 대학교                          |             |

학교에 따라 다르나, 초등학교 까지는 기말고사에서 낙제해도 문제가 없다. 그러나 중학교의 경우, 기말고사 낙제 시 대부분의 학교가 재시험을 요구하거나, 또는 상급 학년으로 올려보내지 않기도 한다. 또한 중학교 이상(6학년부터)은 의무가 아니므로, 안 다녀도 아무런 제재가 없다. 실제로 일반적 연령보다 위에 있는 학생들이 학년을 낮춰 다니는 일도 잦으며, 시험 낙제로 같은 학년을 반복하는 경우도 적지 않다. 참고로 중학교 6학년은 학교의 선택에 달려 있으며, A-Level, 파운데이션 따위로 대체하기도 한다. 11학년 시험인 SPM에서 낙제할 경우, 원칙적으로는 중학교 6학년이 될 수 없다.

## 학교의 종류

### 공립 학교
- 공립 학교
- 공립특성 학교

### 사립 학교
- NCOPS/NCOSS 사립 학교
- 중국계 자율형 사립 중고등학교

## 같이 보기
- 말레이시아 교육부
- 말레이시아의 학교
  - 말레이시아의 초등학교
  - 말레이시아의 중학교
  - 말레이시아의 대학교